# 1900년 하계 올림픽 골프 여자 개인
1900년 하계 올림픽 골프 여자 개인은 프랑스 파리에서 개최된 1900년 하계 올림픽의 경기 종목이다. 1900년 10월 3일에 콩피에뉴 골프에서 진행되었다. 2개국에서 10명의 선수가 참가하였다. 경기는 1/2 라운드, 9홀 스트로크 플레이로 치러졌다.
미국 시카코 골프 클럽의 회원인 마가렛 에보트가 47타로 금메달을 땄고, 폴린 휘트가 은메달을, 다리아 프렛이 동메달을 따면서 미국선수들이 메달을 휩쓸었다. 인도 캘커타에서 태어난 에보트는 모친인 매리 퍼킨스 애보트와 함께 출전했는데 매리는 7위로 마쳤다. 우승 트로피로는 요즘처럼 메달이 아닌 도자기를 받았다.

## 경기장
| 도시 | 경기장          | 영어명              |
| ---- | --------------- | ------------------- |
| 파리 | 콩피에뉴 골프장 | Compiègne Golf Club |

## 경기 결과
| 순위 | 선수                        | 점수 |
| ---- | --------------------------- | ---- |
| 1    | 마가렛 애보트 (USA)         | 47   |
| 2    | 폴린 위티어 (USA)           | 49   |
| 3    | 다리아 프랫 (USA)           | 53   |
| 4    | 프로망 뇌리세 (FRA)         | 56   |
| 5    | 엘렌 리지웨이 (USA)         | 57   |
| 6    | 푸르니에 스타르볼레즈 (FRA) | 58   |
| 7    | 메리 애버트 (USA)           | 65   |
| 7    | 바봉뉴 페잉 (FRA)           | 65   |
| 9    | 겔베트 (FRA)                | 76   |
| 10   | A. 브룅 (FRA)               | 80   |

## 메달리스트
| 종목      | 금                   | 은                 | 동                 |
| --------- | -------------------- | ------------------ | ------------------ |
| 여자 개인 | 마가렛 애보트 · 미국 | 폴린 위티어 · 미국 | 다리아 프랫 · 미국 |